# Philisca amoena
Philisca amoena là một loài nhện trong họ Anyphaenidae.
Loài này thuộc chi Philisca. Philisca amoena được Eugène Simon miêu tả năm 1884.